# Erster Reichstag in Worms 1192
Der erste Reichstag in Worms 1192 war eine Reichsversammlung, die Kaiser Heinrich VI. im Januar 1192 in Worms abhielt. Die Hauptereignisse datieren auf den 13. Januar 1192. Eine zweite Reichsversammlung in Worms folgte im selben Jahr zu Pfingsten.

## Vorgeschichte
Der Kaiser hatte den größten Teil des Jahres 1191 in Italien verbracht, war in Rom zum Kaiser gekrönt worden und mit einem Feldzug gegen das normannische Königreich Sizilien gescheitert. Am Jahresende kam er wieder nach Deutschland. Weihnachten verbrachte er in Hagenau. Der nächste bezeugte Aufenthaltsort ist bereits Worms. Von hier begab der Kaiser sich wahrscheinlich nach Weißenburg, wo er unter dem 19. Januar 1192 eine Urkunde ausgestellt haben soll.
Im Lüttich hatte eine Mehrheit des Domkapitels den Dompropst und Archidiakon von Lüttich, Albrecht I. von Löwen, gewählt, einen jüngeren Bruder von Herzog Heinrich I. von Brabant. Eine Minderheit des Domkapitels aber wählte Albert von Rethel, einen Neffen des Grafen Balduins V. von Hennegau und Flandern. Da nach hochmittelalterlichem Verständnis nur eine im Konsens erfolgte Wahl gültig war, gab es nun zwei Elekten, die um das Bischofsamt stritten, der Beginn des Lütticher Bistumsstreits.

## Inhalt
Wichtigster und einzig bezeugter Beratungspunkt der ersten Reichsversammlung in Worms 1192 war die strittige Bischofswahl in Lüttich. Beide Elekten erbaten von Kaiser Heinrich VI. die Investitur. Der Kaiser verlangte deshalb von den in Worms anwesenden Fürsten ein Urteil in dem Streit. Diese berieten die Angelegenheit. Bischof Hermann von Münster verkündete das Urteil: Das Bistum Lüttich solle an den Kaiser zurückfallen, der es so aus eigenem Recht neu vergeben konnte. Er übergab es daraufhin dem Bonner Propst Lothar von Hochstaden, seit zwei Tagen Kanzler des Kaisers. 3000 Mark Silber sollen dabei geflossen sein. Lothar von Hochstaden hatte im Vorjahr schon Erzbischof von Köln werden sollen, was der Kaiser aber nicht hatte durchsetzen können. Die Ernennung Lothar von Hochstadens zum Bischof von Lüttich hatte zur Folge, dass es für das Amt nun faktisch drei Bewerber gab. Noch vor Ort, in Worms, führte die Entscheidung des Kaisers zu Tumult unter den Anwesenden. Der Lütticher Bistumsstreit erreichte damit seine nächste Eskalationsstufe.

## Teilnehmer
Die Teilnehmer der Reichsversammlung ergeben sich hauptsächlich aus einer Quelle (RI IV,3,2 n. N199), die aber nur die geistlichen Fürsten erfasst. Das bedeutet aber nicht, dass nicht auch zahlreiche weltliche Fürsten anwesend waren – nur hat kein Dokument ihre Namen vollständig überliefert. In nachfolgender Liste sind nur die Namen mit Einzelnachweisen versehen, deren Anwesenheit sich aus einer anderen Quelle ergibt.
- Elekt Bruno III. von Köln
- Erzbischof Konrad I. von Mainz
- Erzbischof  Johann I. von Trier
- Bischof Hermann von Münster
- Bischof Bertram (auch: Berthold) von Metz
- Bischof Peter von Toul
- Bischof Konrad von Straßburg
- Bischof Otto von Speyer
- Bischof Heinrich von Würzburg
- Bischof Otto von Bamberg
- Bischof Lüthold von Basel
- Abt Konrad von Fulda
- Abt Sieghard von Kloster Lorsch
- Abt Gerhard von Prüm
- Elekt Adalbert von Löwen[5]
- Elekt Adalbert von Rethel[5]
- Elekt Lothar von Hochstaden[5]
- Etwa 40 Domherren des Domkapitels Lüttich[6]
- Herzog Heinrich III. von Limburg, ein Oheim von Adalbert von Löwen[6]
- von Danburg, ein weiterer Oheim von Adalbert von Löwen[6]